# Werner Franz
Pour les articles homonymes, voir Franz.
Werner Franz, né le 8 mars 1972, est un skieur alpin autrichien.

## Palmarès

### Coupe du monde
- 2 succès en course (1 en Super G, 1 en Descente)
- 19 Podiums

(État au 2 décembre 2005)

#### Saison par saison
- 2000 :
  - Super G : 1 victoire (Sankt Anton ( Autriche))
- 2005 :
  - Descente : 1 victoire (Val d'Isère ( France))

### Arlberg-Kandahar
- Meilleur résultat : 36e place dans la descente 1994 à Chamonix